# Buarcos
Buarcos ist eine Kleinstadt und eine Gemeinde in Portugal. Das ehemalige Fischerdorf Buarcos und die Stadt Figueira da Foz sind in den letzten Jahrzehnten immer stärker zusammengewachsen und bilden heute eine Agglomeration.

## Geschichte
Der Name geht vermutlich auf das arabische Buadtharque zurück. Es war vor der Unabhängigkeit als Bulharcos bekannt, doch in den Nachlässen von König Dom Afonso Henriques († 1185) war es bereits als Buarcos vermerkt. Seine ersten Stadtrechte (foral) erhielt Buarcos von König Dom Afonso IV im Jahr 1342. 1516 erneuerte König Dom Manuel I. die Stadtrechte. Im Laufe des 16. und 17. Jahrhunderts wurde Buarcos immer wieder Opfer von Piraterie, so dass zum Schutz der Ort in Richtung Atlantischer Ozean befestigt wurde. Beim Erdbeben von Lissabon 1755 am 1. November 1755 hatte auch Buarcos viele Todesopfer und materielle Schäden zu beklagen.
1834 landeten hier im Miguelistenkrieg britische Truppen unter Charles John Napier auf Seiten der Liberalen.
1836 wurde der seit 1342 eigenständig bestehende Kreis Buarcos dem Kreis von Figueira da Foz eingegliedert.

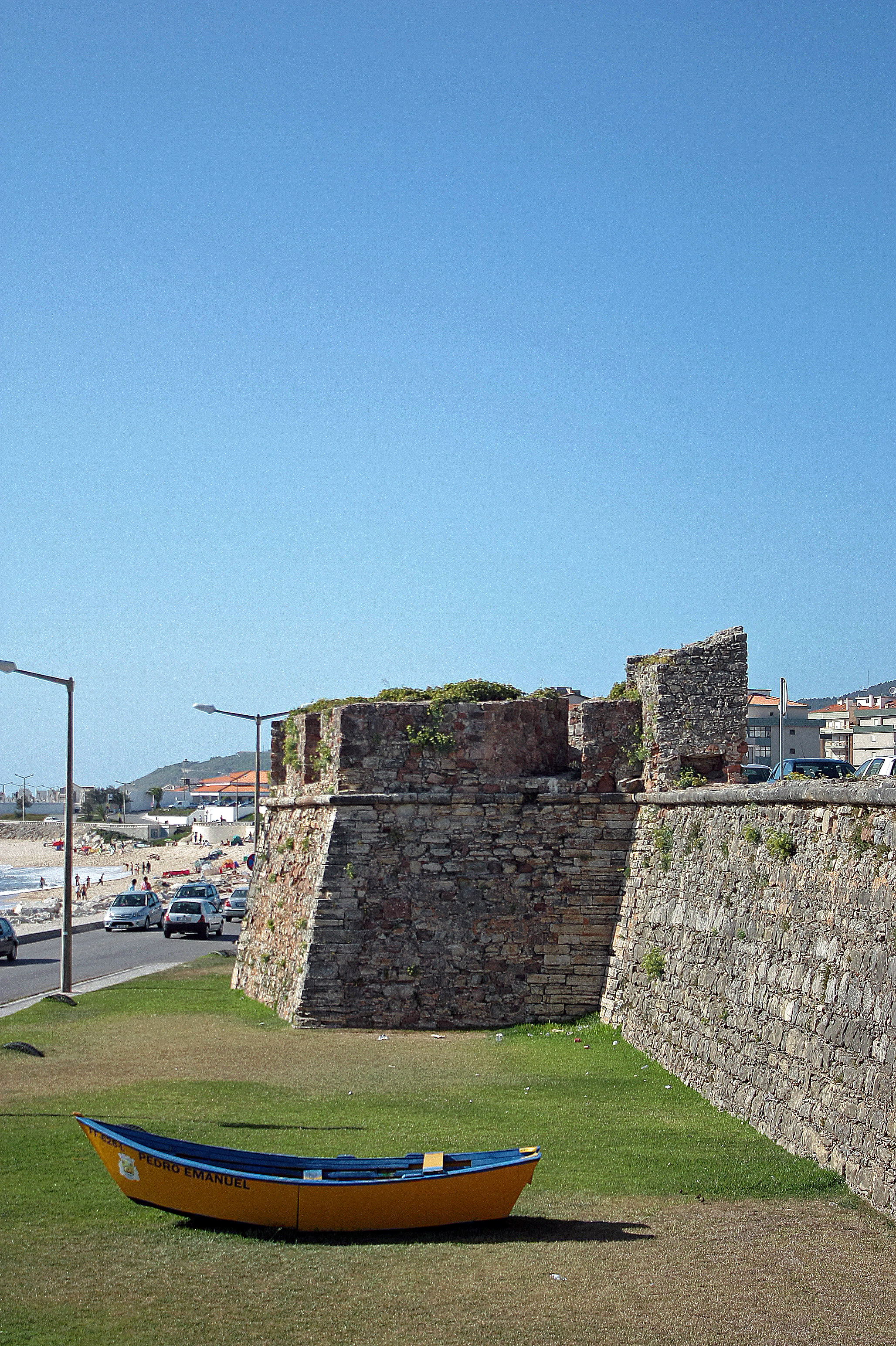
Festungsmauern von Buarcos

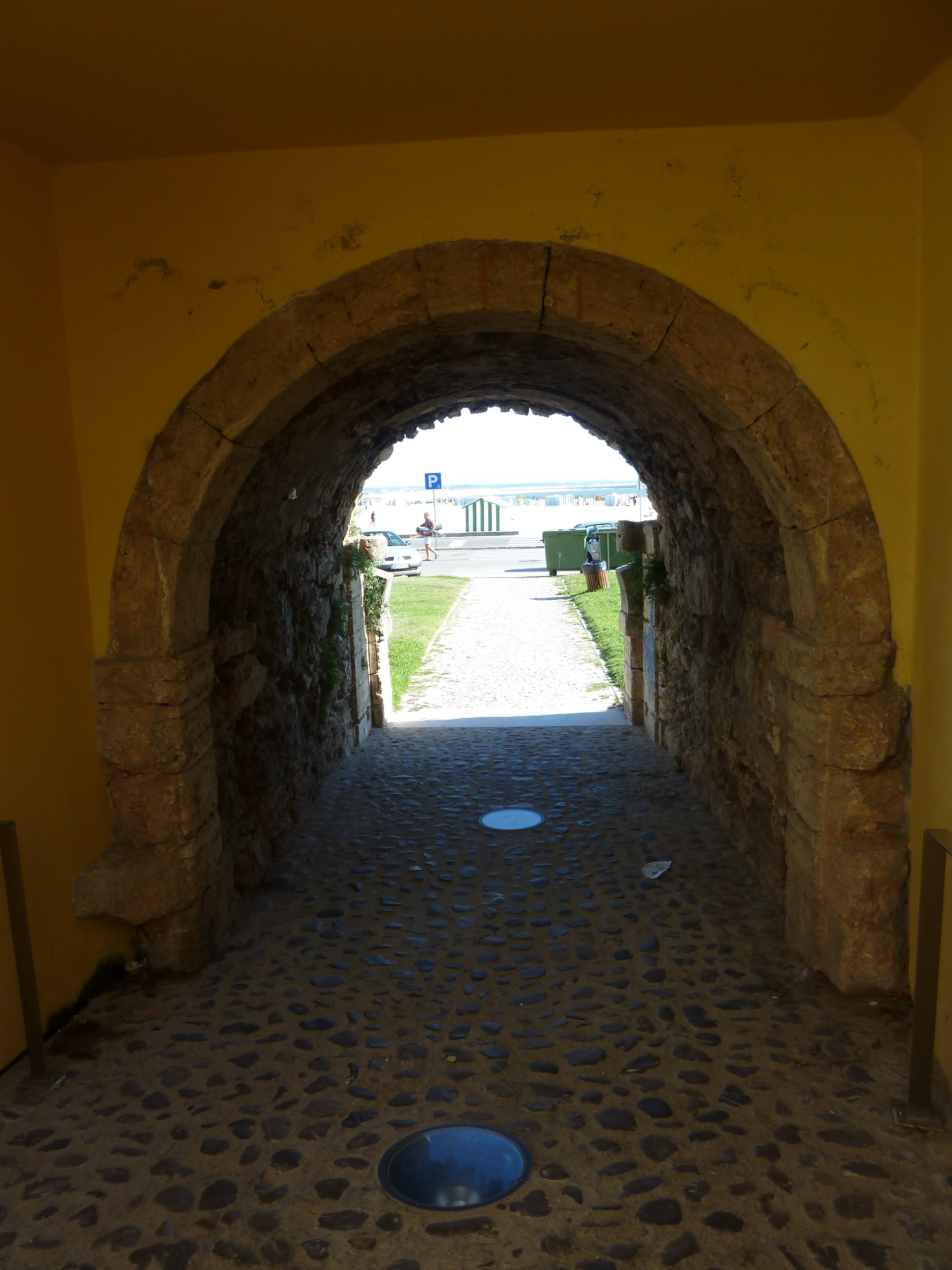
In den Festungsmauern von Buarcos

## Kultur und Sehenswürdigkeiten

### Natur
Der Sandstrand von Buarcos ist der bekannteste Anziehungspunkt für Besucher. Der Stadtstrand von Figueira, die Praia da Claridade, geht nahtlos in den Strand von Buarcos über, welcher seinerseits nur durch das Cabo Mondego vom nördlich weiter verlaufenden Sandstrand Praia de Quiaios getrennt ist.
Buarcos liegt unterhalb der bewaldeten Serra da Boa Viagem mit seinen Wander- und Radwegen, dem Kletterpark, Ausflugslokalen und Aussichtspunkten.

### Museen und Theater
Hier befindet sich mit dem Núcleo Museológico do Mar (dt. etwa Meeresmuseum) eine dreigeteilte museale Ausstellung zur Fischerei-Geschichte von Buarcos und Figueira.
Das 1907 gegründete Theater Teatro Caras Direitas betreibt seit 1926 auch Kinosäle in seinem Haus, neben zahlreichen kulturellen Aktivitäten. Das 1910 eröffnete Theater Teatro Trindade ist im Inneren eine kuriose Kopie des Lissabonner Teatro da Trindade, zeigt außen neomanuelinische Züge und ist neben seinen vielfältigen kulturellen Aktivitäten auch die Heimat des Sportvereins União Football de Buarcos. Ein Antrag auf Klassifizierung als Baudenkmal (IIP) läuft.
Die erhalten gebliebenen Befestigungsteile Fortaleza de Buarcos und Fortim de Palheiros sind als Imóvel de Interesse Público (IIP) geschützte Baudenkmäler.

### Kirchen und Schandpfähle
Die Capela de Nossa Sra da Conceição aus dem 16. Jahrhundert ist von außen schlicht gehalten und birgt innen einen blattvergoldeten Hochaltar, gewundene Säulen und Wand-Azulejos aus dem 18. Jahrhundert. Die wertvollsten Ausstattungen dürften jedoch bei der Plünderung durch englische Piraten 1602 verloren gegangen sein. (IIP)
Die im 16. Jh. von Manuel I. gegründete einschiffige Kirche Igreja da Misericórdia bewahrt u. a. noch das originale Portal, Wand-Azulejos, Altar und Taufbecken, wurde aber im 18. Jh. teilweise umgestaltet, so die Außenfront. (IIP)
Die Capela da Nossa Senhora da Encanação wurde im 17. Jh. errichtet, doch wurden im Verlauf der Zeiten mehrere umfassende Umbauten vorgenommen. Sie beherbergt die Marienstatue Senhora do Mar, die Schutzpatronin der Fischer. Jährlich am 8. September nimmt eine nächtliche Prozession mit der Figur hier ihren Anfang.
Der Schandpfahl Pelourinho de Buarcos wurde 1561 errichtet. Von seinen zweiseitigen Verzierungen ist eine Seite vom Wetter bereits stark abgetragen. Es ist als Baudenkmal (IIP) eingetragen, ebenso wie der Pelorinho de Redondos. Auch er wurde 1561 errichtet, in der damals unabhängigen Gemeinde Redondos, die 1794 in Buarcos aufging.

### Feste
- Um den 2. Februar findet jährlich die Festa de Nossa Senhora das Candeias, auch Senhora da Boa Viagem, in der Ortschaft in der gleichnamigen Serra da Boa Viagem statt.
- Überregional bekannt ist der Karneval von Buarcos und Figueira da Foz, insbesondere der Karnevalsumzug entlang der Strandpromenade
- Die Prozession des Senhor dos Passos, am fünften Sonntag der Fastenzeit, findet seit 300 Jahren statt.
- Der 29. Juni ist der Festtag des Schutzpatrons des Ortes, S. Pedro. Am folgenden Wochenende finden die Festivitäten dazu statt, mit morgendlicher Messe und einer Prozession nachmittags.
- Am ersten Wochenende im August findet in der Kapelle der Ortschaft Vais das Fest der heiligen Barbara statt, einst von den Minenarbeitern vom Cabo Mondego eingeführt.
- Die Festa da Senhora da Encanação findet am 8. September jeden Jahres statt und ist die größte regionale Prozession.

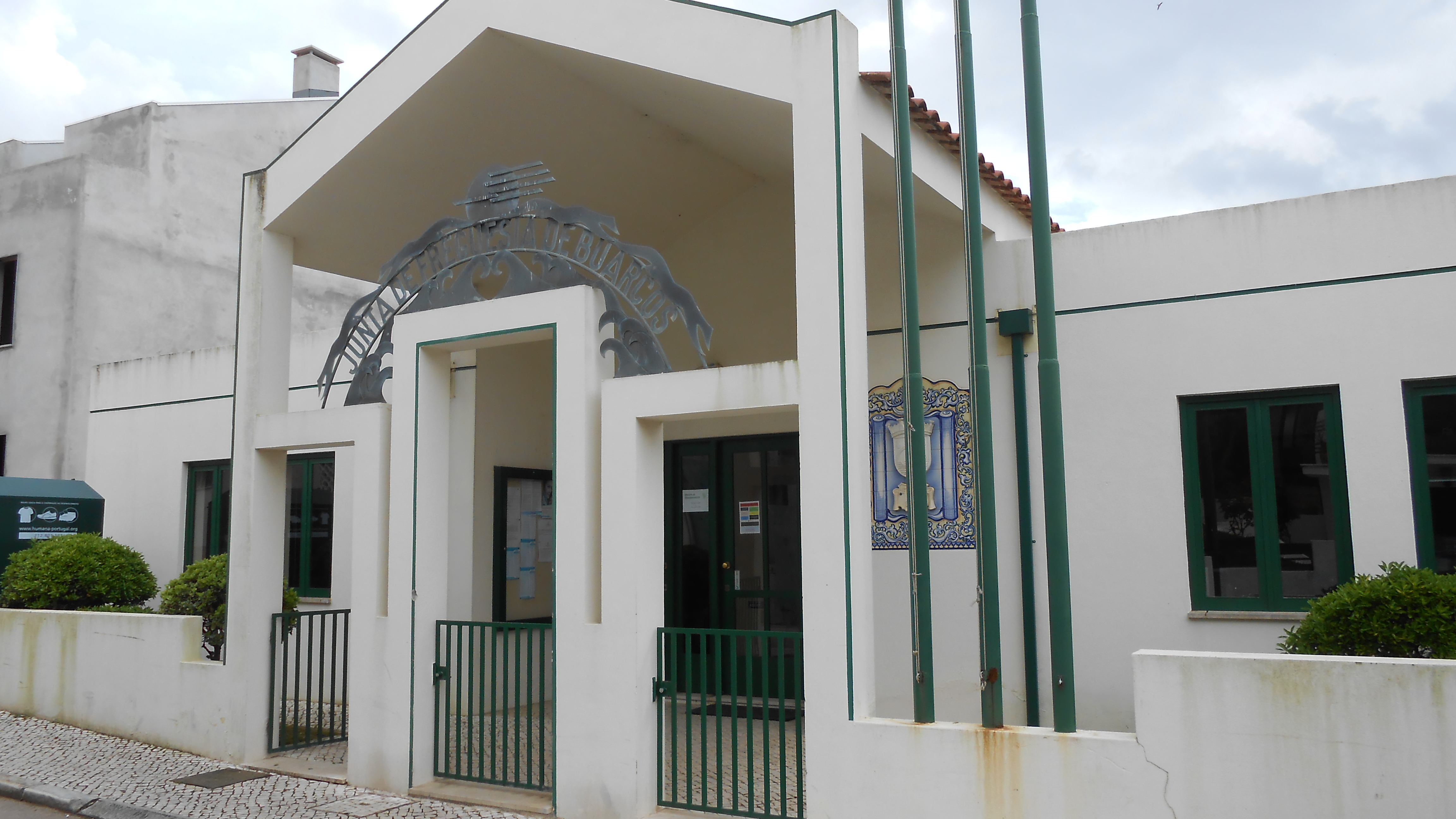
Die Gemeindeverwaltung von Buarcos

## Verwaltung
Buarcos ist Sitz der bis 2013 gleichnamigen Gemeinde (Freguesia) im Kreis (Concelho) von Figueira da Foz. Am 30. Juni 2011 hatte die Gemeinde 8577 Einwohner auf einer Fläche von 13,9 km².
In der Gemeinde Buarcos liegen folgende Ortschaften:
- Buarcos (mit der früheren Ortschaft Redondo)
- Serra da Boa Viagem
- Vais

Zudem wurde 2013, in einer umstrittenen Entscheidung im Vorfeld der kommunalen Neuordnung Portugals, mit São Julião die eigentliche Stadtgemeinde von Figueira da Foz aufgelöst und Buarcos angegliedert.
Im August 2015 wurde der offizielle Name der Gemeinde Buarcos in Buarcos e São Julião geändert.

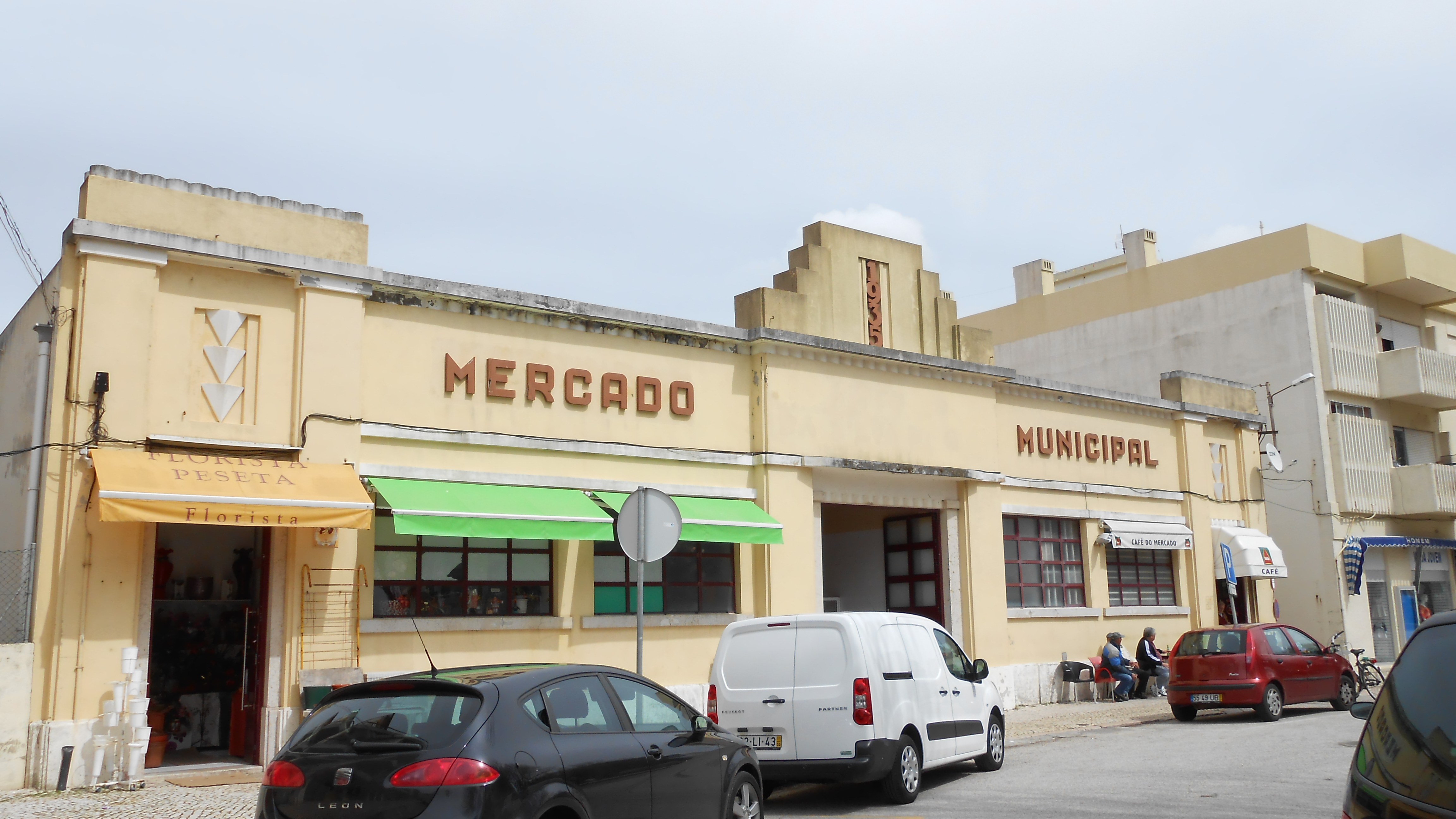
Die Markthalle von Buarcos

## Wirtschaft
Traditionell lebte der Ort vom Fischfang, sowohl im Meer vor dem Ort als auch im Fluss Mondego. Bedeutend waren ebenso die Flotten, die im Nordatlantik bis Grönland und Neufundland auf Stockfischfang fuhren.
Heute ist der Fremdenverkehr für den Ort bedeutend, während die Fischerei zwar noch betrieben wird, jedoch an Bedeutung verloren hat. An den Umgehungsstraßen oberhalb des Ortskerns sind mehrere Einkaufszentren entstanden. Am Cabo Mondego ist die Cimpor aktiv.

## Verkehr
Der Ort ist an das innerstädtische Busnetz von Figueira (private Unternehmen in städtischer Konzession) angeschlossen. Der nächste Haltepunkt der portugiesischen Eisenbahn ist der Bahnhof Figueira da Foz. Auch der Anschluss an das Fernstraßennetz erfolgt über Figueira da Foz.